# 陈道夫
陈道夫（？—1358年），元朝安庆怀宁（今安徽省怀宁县）人。
元朝末年，余阙守安庆，征辟余阙为怀宁县尹。陈道夫抚绥有方，多次抗敌成功，百姓都很拥戴他。至正十七年（1357年）冬，陈友谅包围安庆。至正十八年（1358年）正月，安庆城破，余阙自杀。陈道夫同时战死。